# Nyssodrysternum picticolle
Nyssodrysternum picticolle es una especie de escarabajo longicornio del género Nyssodrysternum, tribu Acanthocinini, subfamilia Lamiinae. Fue descrita científicamente por Melzer en 1934.

## Descripción
Mide 7,25 milímetros de longitud.

## Distribución
Se distribuye por Brasil.